# Хуан Фернандес де Кордоба-і-Коалья
Хуан Фернандес де Кордоба-і-Коалья, маркіз де Міранда де Аута (ісп. Juan Fernández de Córdoba y Coalla; 1595–1664) — іспанський аристократ і колоніальний чиновник, кавалер лицарського ордена Сантьяго, губернатор Нового Королівства Гранада, президент Королівської авдієнсії Санта-Фе-де-Боготи від 1645 до 1654 року.

## Біографія
Народився у відомій шляхетній родині. Мав в управлінні міста Кольменар та Аута. 5 лютого 1641 року Кордоба був призначений губернатором міста Сеута, що припало на складний період після проголошення Жуана IV новим португальським монархом.
13 лютого 1645 року за рішення Ради Індій Хуан Фернандес де Кордоба був призначений на посаду губернатора й капітан-генерала Нового Королівства Гранада, а також президента Королівської авдієнсії Санта-Фе-де-Боготи. За свого врядування він передусім піклувався про наповнення королівської скарбниці, а також про те, щоб копальні постійно працювали. Загалом Кордоба керував Новою Гранадою впродовж дев'яти років, після чого повернувся до Іспанії. Помер у Мадриді 1664 року.